# Juan Alonso (1927)
Juan Adelarpe Alonso (Hondarribia, 13 december 1927 - aldaar, 8 september 1994) was een Spaans profvoetballer. Alonso was een doelman.

## Spelerscarrière
Alonso startte zijn carrière in 1946 bij CD Logroñés. Na amper een seizoen leek hij een transfer naar Celta de Vigo te gaan maken, maar de toenmalige trainer Ricardo Zamora zag de komst van Alonso niet zitten. Hij verhuisde dan maar naar Racing Ferrol, waar hij 2 seizoenen speelde. Het hoogtepunt van zijn carrière was echter zijn periode bij Real Madrid, waar hij 12 jaar speelde. Alonso maakte deel uit van de legendarische ploeg die vijf keer op rij de Europacup I won (1956, 1957, 1958, 1959 en 1960). Hij werd ook vier keer landskampioen met Real Madrid (1954, 1955, 1957 en 1958). In het seizoen 1954/55 won hij de Trofeo Zamora, de prijs voor de doelman met de  minste tegendoelpunten in de Primera División. Omdat aanhoudend blessureleed hem steeds vaker parten speelde, rondde Alonso zijn carrière af bij Plus Ultra CF, de tweede ploeg van Real Madrid die tegenwoordig bekend is onder de naam Real Madrid Castilla.
Hoewel Alonso met Real Madrid heel wat successen boekte, speelde hij slechts twee interlands voor Spanje. Hij maakte op 15 oktober 1958 zijn debuut tegen Noord-Ierland.
Alonso overleed op 8 september 1994 op 66-jarige leeftijd in zijn geboortestad Hondarribia.

## Erelijst
Real Madrid
- La Liga: 1953/54, 1954/55, 1956/57, 1957/58
- Europacup I: 1955/56, 1956/57, 1957/58, 1958/59, 1959/60

Individueel
- Trofeo Zamora: 1954/55